# Жан де Монмирай
Жан де Монмирай (Jean de Montmirail; 1165 — 29 сентября 1217) — французский военачальник, коннетабль Франции. Виконт Мо, сеньор де Монмирай, де Ла Ферте-Гоше, де Конде-ан-Бри, де Белло, д’Уази, де Кревкёр, де Беллонн, де ла Ферте-су-Жуарр, де Трем, де Ганделю, шателен Камбре.
Сын Андре, сеньора де Монмирая (ум.1177/80), и его жены Гильдиарды д’Уази (ум. до 1177), наследницы шателении Камбре (однако умерла ещё до того, как её брат Гуго III д’Уази удалился в монастырь), дамы д’Уази и де Кревкёр, де Ла Ферте-су-Жуарр и де Трем, виконтессы Мо.
В юном возрасте был принят при дворе короля Филиппа Августа (с которым состоял в родстве) и стал его личным другом.
Участник Третьего крестового похода и войны с Англией.
Некоторое время занимал должность коннетабля Франции. В официальном списке он отсутствует, но там есть большая лакуна между смертью Рауля I де Клермона (1191) и назначением Дрё де Мелло IV (1204).
По одной из версий - спас жизнь королю в битве при Жизоре (1193 или 1198 год).
Был женат на Гельвиде де Дампьер (ум. 1224), дочери Гильома I, сеньора де Дампьер-сюр-Об, дата свадьбы не выяснена (не позднее 1194). Дети:
- Гильом, умер в молодом возрасте
- Жан II (ум. 1240), сеньор де Монмирай и д’Уази, по правам жены — граф Шартра
- Матьё (ум. 1262), сеньор де Монмирай и д’Уази, шателен Камбре
- Елизавета, монахиня
- Фелисия, дама де Ферте-Гоше
- Изабелла, жена Эли IV де Ваврена, сенешаля Фландрии.
- Мария, жена Ангеррана III де Куси.

В 1213 г. принял монашеский постриг в цистерцианском аббатстве Лонпон, под именем Жан Скромный (Jean l’Humble). В 1891 году беатифицирован, его день отмечается 29 сентября.